# Bhagavan

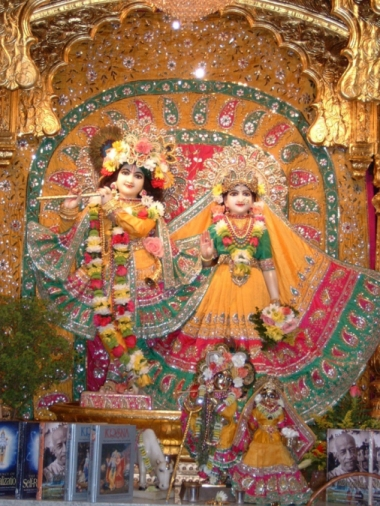
Bhagavan Krishna avec Radharani.

Bhagavan (Sanskrit : भगवान्, IAST : Bhagavān), bhagavant ou bhagavat, désigne Dieu, et signifie bienheureux, ou "celui qui se donne en partage". Dans l'hindouisme, Bhagavān est une épithète de Dieu, notamment concernant Krishna et les autres avatars de Vishnu dans le Vishnouisme, de même que pour Shiva dans le Shivaïsme,.
Cependant Bhagavān représente également le Dieu sans forme abstrait, l'Ultime Réalité Absolue.
Le terme Bhagavān n'apparaît pas dans les Vedas ni dans les Upanishads. Les anciens textes sanskrit utilisent le terme Brahman pour désigner l'âme suprême, la réalité absolue,. Le mot Bhagavān apparaît plus tardivement, on le trouve notamment dans la Bhagavad Gita et les Puranas.
Bhagavan est aussi un terme respectueux. Il peut s'écrire Bhagwan ou Bhagawan. Il est parfois utilisé comme titre de vénération, par exemple lorsque l'on parle de Jambeshwar Bhagavan. C'est également le titre qui a été attribué à Osho, avant que celui-ci ne prenne ce nouveau nom (qui est aussi un titre, signifiant « professeur, maître »). Dans le bouddhisme, c'est un titre donné à Gautama Bouddha.